# George Eads
George Coleman Eads III (Fort Worth, 1º marzo 1967) è un attore statunitense, noto per il ruolo di Nick Stokes in CSI - Scena del crimine della rete televisiva CBS.

## Biografia
È cresciuto a Belton, in Texas. Suo padre è Arthur Coleman "Cappy" Eads, e sua madre è Vivian Baker. Ha una sorella, Angela Tekell Eads, avvocato.
Si è diplomato alla Belton High School nel 1985 e ha conseguito la laurea alla Texas Tech University nel 1990 in marketing. Prima di iniziare la carriera di attore lavorava come venditore di macchine fotocopiatrici.

## Carriera
Eads ha ottenuto la sua grande occasione interpretando Nick Corelli nella soap opera Savannah in onda in prima serata (primetime). Anche se il suo personaggio muore nell'episodio pilota, Eads è stato così popolare che i produttori hanno continuato ad utilizzarlo tramite flashback. (George Eads Biografia da TVGuide.com) Successivamente, Eads partecipa ad alcune puntate di E.R. - Medici in prima linea, con il ruolo del paramedico Greg Powell; set in cui lavora anche Jorja Fox nel ruolo della dottoressa Maggie Doyle e futura collega sul set di CSI. Interpreta il ruolo di Riley Baxter nel film TV Crowned and Dangerous nel 1997 e quello di Tommy Baker nel 2002 in Second Thing. Eads nel 2000 divenne uno dei personaggi di punta della serie in onda sulla CBS, CSI: Scena del crimine, in cui interpreta lo scienziato forense Nick Stokes. Parallelamente a CSI, Eads ha lavorato in alcuni film per la televisione come nel 1997 partecipando al film televisivo Miss a tutti i costi con Bette Midler, e nel 2003 interpretando Frank 'Shorty' Austin nel film televisivo Monte Walsh - Il nome della giustizia con Tom Selleck e Isabella Rossellini e nel film del 2004 Evel Knievel, dove ha interpretato proprio il protagonista omonimo.

## Filmografia

### Cinema
- Dust to Dust, regia di Gerald Cain (1994)
- Only in America, regia di Rusty Martin (1996)
- Sex Ed, regia di Isaac Feder (2014)
- The Gambling - Gioco pericoloso (Gutshot Straight), regia di Justin Steele (2014)
- Jangsa-ri 9.15 regia di Kim Tae-yong e Kwak Kyung-Taek (2019)

### Televisione
- Maledetta fortuna (Strange Luck) – serie TV, episodio 1x07 (1995)
- Savannah – serie TV, 26 episodi (1996-1997)
- Peccati di famiglia (The Ultimate Lie), regia di Larry Shaw – film TV (1996)
- E.R. - Medici in prima linea (ER) – serie TV, episodi 4x10-4x12-4x13 (1997-1998)
- Miss a tutti i costi (Crowned and Dangerous), regia di Christopher Leitch – film TV (1997)
- Grapevine – serie TV, 5 episodi (2000)
- Il mistero della fonte (The Spring), regia di David Jackson – film TV (2000)
- CSI - Scena del crimine (CSI: Crime Scene Investigation) – serie TV, 323 episodi (2000-2015)
- Un amore a 4 zampe (Just a Walk in the Park), regia di Steven Schachter – film TV (2002)
- Second String, regia di Robert Lieberman – film TV (2002)
- Monte Walsh - Il nome della giustizia (Monte Walsh), regia di Simon Wincer – film TV (2003)
- Evel Knievel, regia di John Badham – film TV (2004)
- Justice League Unlimited – serie animata, episodio 1x01 (2004) – voce
- Due uomini e mezzo (Two and a Half Men) – serie TV, episodio 5x17 (2008)
- Young Justice – serie animata, 5 episodi (2010-2012) – voce
- MacGyver – serie TV, 55 episodi (2016-2019)
- This Is Us – serie TV, episodi 5x04-5x07 (2020-2021)

## Doppiatori italiani
Nelle versioni in italiano dei suoi film, George Eads è stato doppiato da:
- Massimo De Ambrosis in CSI - Scena del crimine, Il mistero della fonte
- Francesco Prando in Savannah
- Roberto Gammino in Miss a tutti i costi
- Fabio Boccanera in Monte Walsh - Il nome della giustizia
- Fabrizio Temperini in Due uomini e mezzo
- Teo Bellia in The Gambling - Gioco pericoloso
- Massimo Bitossi in MacGyver
- Edoardo Nordio in Monte Walsh - Il nome della giustizia (ridoppiaggio)